# Wubbo Ockels
Wubbo Johannes Ockels (28. března 1946 Almelo, Nizozemsko – 18. května 2014) byl nizozemský fyzik, univerzitní profesor a astronaut. Zúčastnil se jednoho kosmického letu, mise STS-61-A raketoplánu Challenger roku 1985. Po letu pracoval v Evropské kosmické agentuře, od roku 2003 přednášel na Technologické univerzitě v Delftu (Delft University of Technology).

## Život
Wubbo Ockels se narodil v nizozemském Almelu, dětství prožil v Groningenu. Roku 1973 dokončil studia matematiky a fyziky na Univerzitě v Groningenu. Poté pracoval v groningenském Institutu nukleárních urychlovačů (Kernfysisch Versneller Instituut / Nuclear Physics Accelerator Institute), zde roku 1978 obhájil disertaci a získal titul Ph.D.
Roku 1977 se přihlásil do prvního náboru astronautů Evropské kosmické agentury (ESA), v srpnu 1977 postoupil mezi pětici nizozemských finalistů a v květnu 1978 byl zařazen mezi úspěšnou trojici prvních astronautů ESA (Ockels, Ulf Merbold a Claude Nicollier). Budoucí astronauti zahájili výcvik v Evropě i Spojených státech, společnou přípravu s astronauty 9. náboru NASA v letech 1980–1981 Ockels završil získáním kvalifikace letového specialisty.

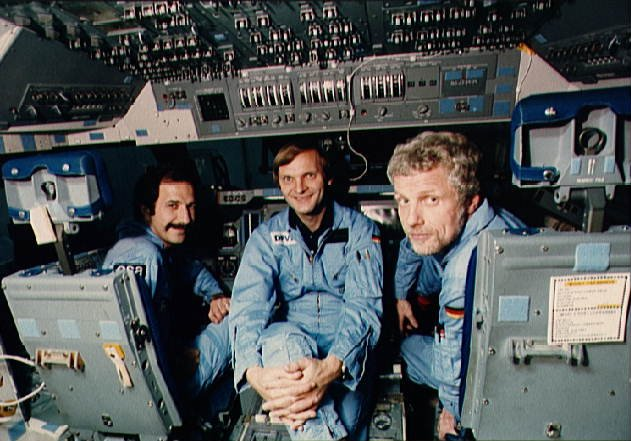
Zleva Wubbo Ockels, Ernst Messerschmid a Reinhard Furrer, tři Evropané na palubě raketoplánu Challenger při misi STS-61-A, 18. prosince 1984.

Při letu evropské laboratoře Spacelab při misi STS-9 v listopadu–prosinci 1983 byl náhradníkem Ulfa Merbolda. V únoru 1985 byl zařazen do posádky letu STS-61-A. Do vesmíru vzlétl v raketoplánu Challenger 30. října 1985, přistál po 7 dnech a 44 minutách letu 6. listopadu. Společně s německými astronauty Reinhardem Furrerem a Ernstem Messerschmidem se během letu soustředil na experimenty v laboratorním modulu Spacelab D-1.
Po letu odešel z oddílu astronautů ESA. Pracoval ve výzkumném a technologickém středisku ESA v Noordwijku (ESTEC, European Space Research & Technology Center), podílel se na vývoji modulu Columbus. Později vedl vzdělávací úřad střediska ESA taméž. Současně začal přednášet na Technologické univerzitě v Delftu v oboru letectví a kosmonautky. Roku 2003 odešel z ESA a soustředil se na výuku na univerzitě.
Wubbo Ockels byl ženatý, měl dvě děti.
Roku 2008 prodělal operaci, byl mu odebrán rakovinný nádor na ledvinách, po pěti letech se mu rakovina ledvin vrátila a 18. května 2014 zemřel na komplikace s ní spojené.